# Teplá (řeka)

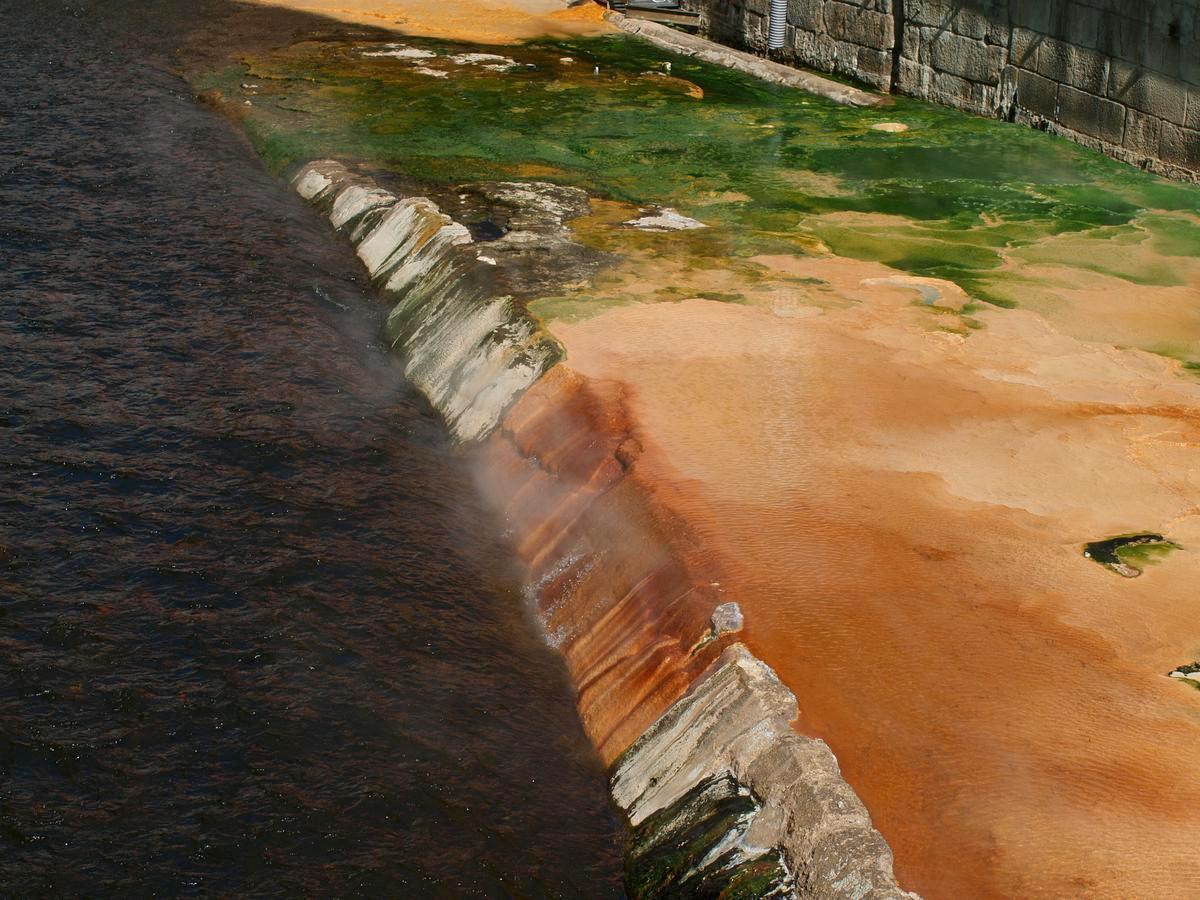
Koryto řeky v Karlových Varech zbarvené minerální vodou

Teplá (německy Tepl) je řeka v Karlovarském kraji. Pramení v Mariánských Lázních, protéká městy Teplá, Bečov nad Teplou a Březová (Německy Pirkenhammer)u Karlových Varů V Karlových Varech teče podél kolonády a u Ostrovského mostu se vlévá do Ohře.
Její celková délka je 65,1 |
km. Plocha povodí měří 384,9 km².

## Průběh toku
Teplá pramení v nadmořské výšce okolo 790 m na rašeliništních loukách, severně od Podhorního vrchu, asi 3 kilometry severovýchodně od Mariánských Lázní. Prameniště Teplé je přírodní rezervací.
Zpočátku teče jako potok východním až jihovýchodním směrem. O obce Zádub-Závišín se kříží se silnicí II/210 a u Horního Kramolína se silnicí II/198. Ze severní strany obtéká Podhorní vrch. Napájí vodní nádrž Podhora, která leží v nadmořské výšce 695 m a je zdrojem pitné vody pro Mariánské Lázně. U vesnice Mrázov poprvé teče pod železniční tratí 149 Karlovy Vary – Mariánské Lázně. Napájí velký Betlémský rybník, který je rekreační oblastí.

### Město Teplá
Asi po 15 kilometrech toku se stáčí severním směrem a napájí protáhlý Starý rybník. Míjí klášter Teplá a protéká městem Teplá, ve kterém napájí několik dalších menších rybníků.

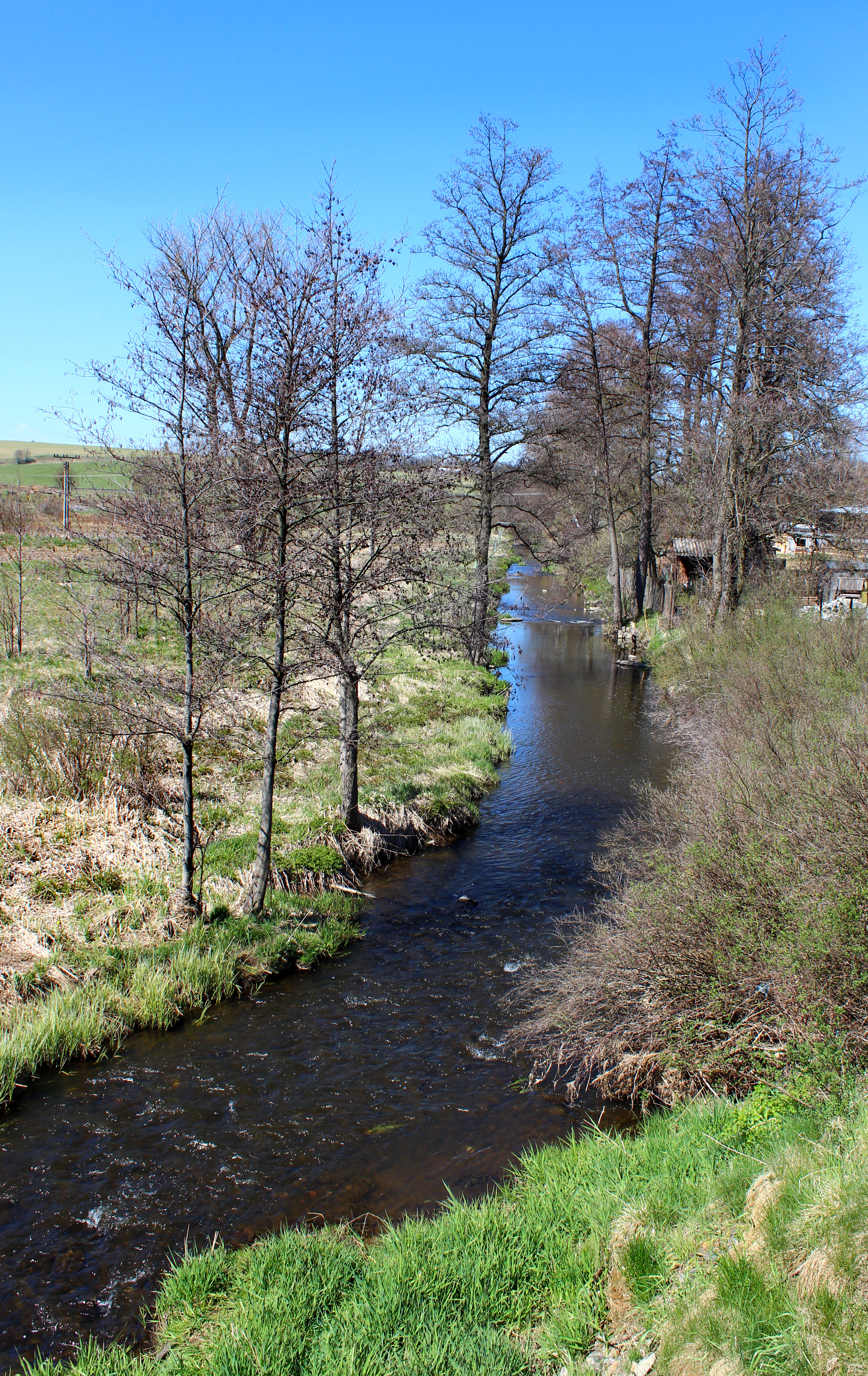
Řeka Teplá v městě Teplá

Poté teče k severozápadu podél železniční trať 149 a silnice II/210. Za Poutnovem se Teplá stáčí na sever a teče jen podél trati, která ji zde na úseku 2 km překonává čtyřmi mosty. Její údolí má místy kaňonovitý ráz.

### Bečov nad Teplou
U soutoku s Pramenským potokem řeka opouští rozsáhlé území obce Teplé. Odtud se až po soutok s Otročínským potokem rozkládá rezervace Údolí Teplé se zachovalými zalesněnými svahy. Zde je kromě trati vedena podél řeky i silnice II/230.
Níže na řece leží Bečov nad Teplou, kde řeka teče pod stejnojmenným hradem a zámkem. Zde se k ní připojuje silnice I/20 Plzeň – Karlovy Vary.
Z Bečova teče Teplá stále severním směrem přes vesnice Vodná, Krásný Jez a Teplička. U vodní nádrže Březová se řeka odpojuje od silnice I/20 i od železniční trati. Na krátký úsek se zde stáčí na východ a protéká obcí Březová. Zde přibírá svůj nejdelší přítok – Lomnický potok.

### Karlovy Vary
Pod Vyhlídkou Karla IV. vtéká na území Karlových Varů, kde vytváří svůj nejznámější úsek od grandhotelu Pupp kolem Vřídelní a Mlýnské kolonády až k hotelu Thermal známému konáním mezinárodních filmových festivalů. Přes Teplou zde vede množství lávek a několik mostů. Řeka dále protéká centrem Karlových Varů a v nadmořské výšce 380 m se zprava vlévá do Ohře.

## Větší přítoky
- levé – Pramenský potok
- pravé – Otročínský potok, Lomnický potok

## Vodní režim
Průměrné měsíční průtoky Teplé (m³/s) ve stanici Březová:
Hlásné profily:
| místo                | říční km | plocha povodí | průměrný průtok (Qa) | stoletá voda (Q100) |
| -------------------- | -------- | ------------- | -------------------- | ------------------- |
| Teplá (VD Podhora)   | 55,00    | 19,60 km²     | 0,22 m³/s            | 21,5 m³/s           |
| Teplička             | 16,90    | 256,11 km²    | 2,47 m³/s            | 137,0 m³/s          |
| Březová (VD Březová) | 8,00     | 271,77 km²    | 2,73 m³/s            | 140,0 m³/s          |

## Mlýny
Mlýny jsou seřazeny po směru toku řeky.
- Mrázovský mlýn – Mrázov čp. 13, Teplá, okres Cheb, kulturní památka
- Klášterní mlýn – Teplá, okres Cheb, kulturní památka
- Starý mlýn – Staromlýnská 26/8, Březová, okres Karlovy Vary, kulturní památka

## Další fotografie

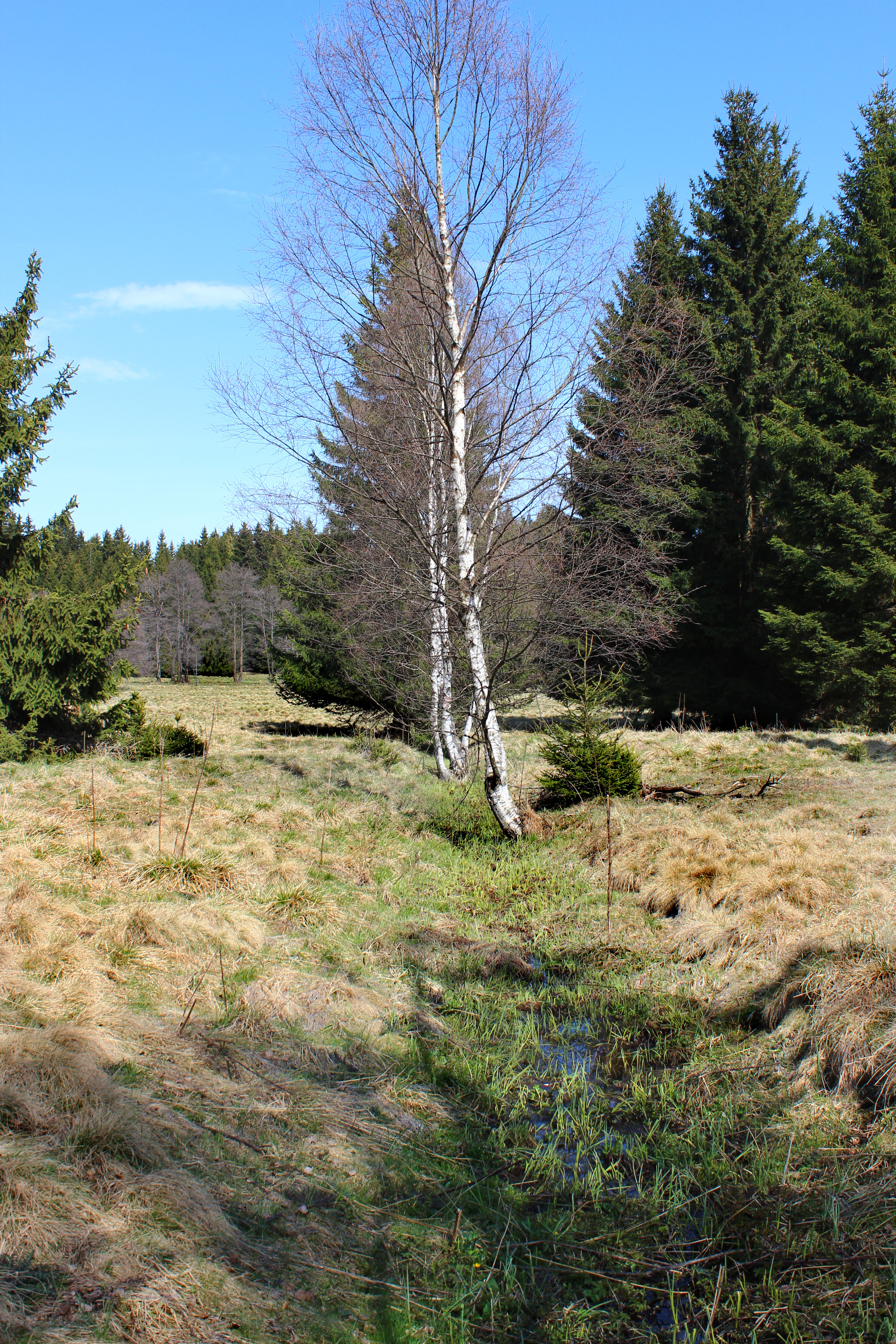
Jedna ze zdrojnic v rezervaci Prameniště Teplé
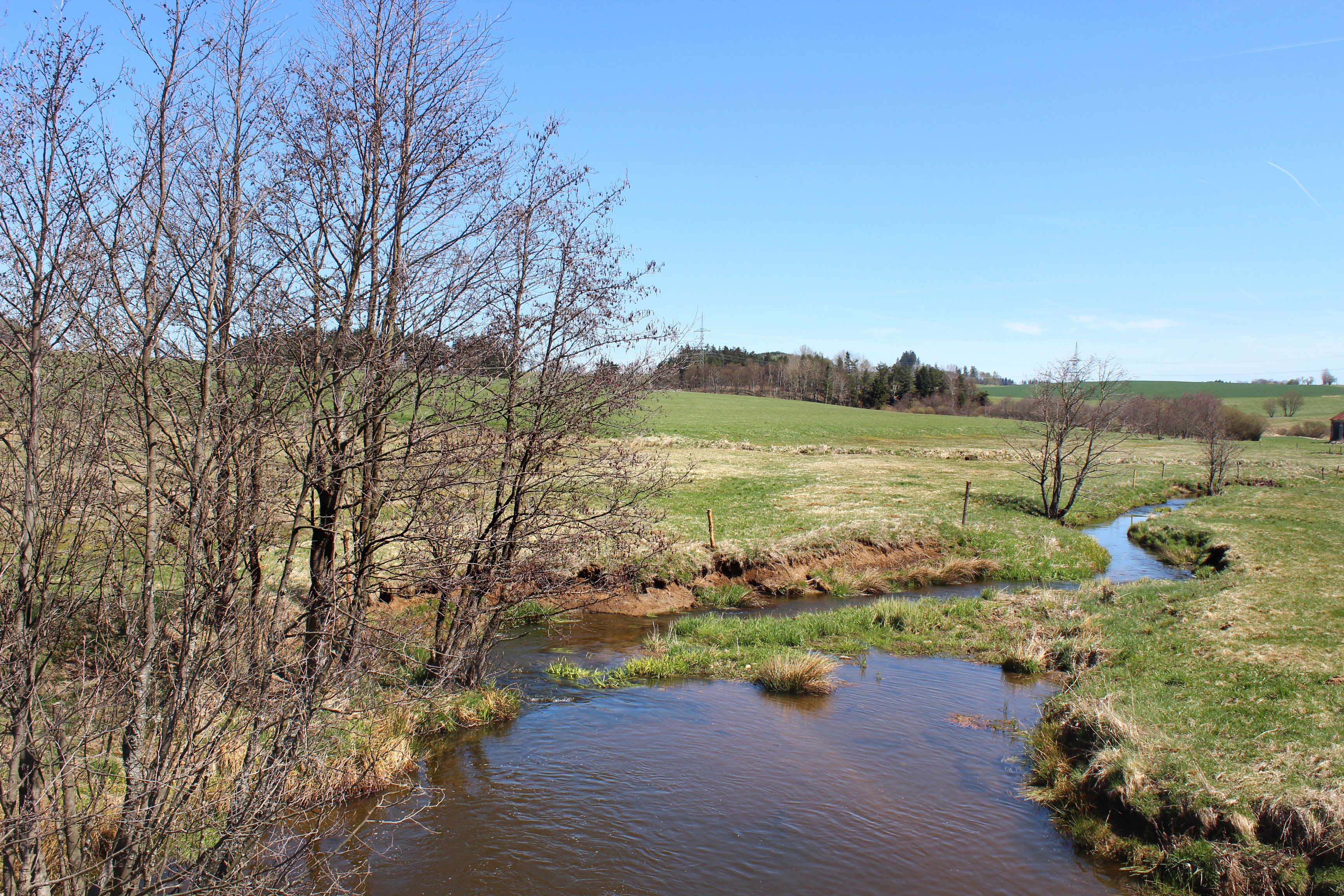
Teplá u Křepkovic
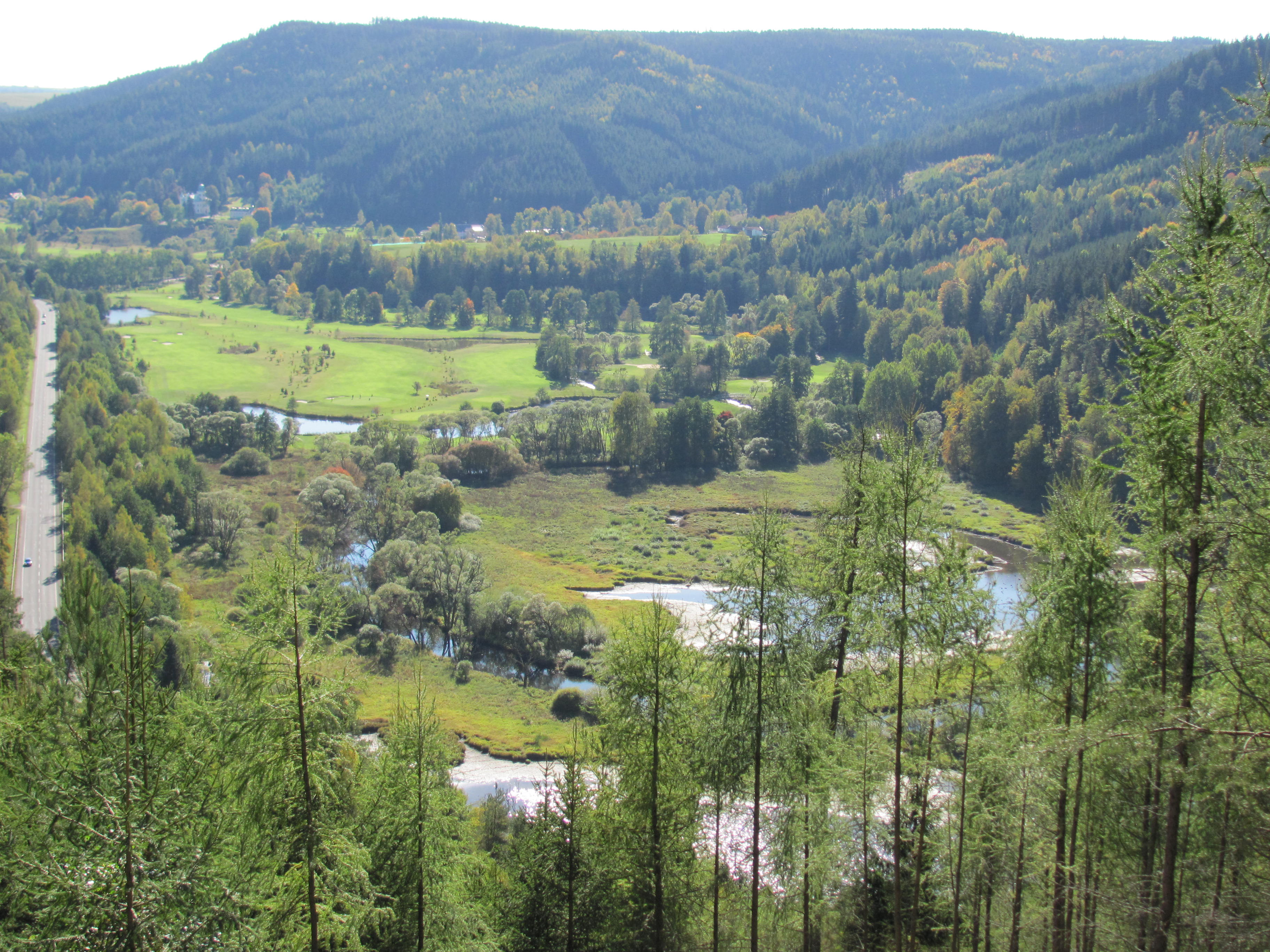
Ústí řeky Teplá do přehradní nádrže Březová
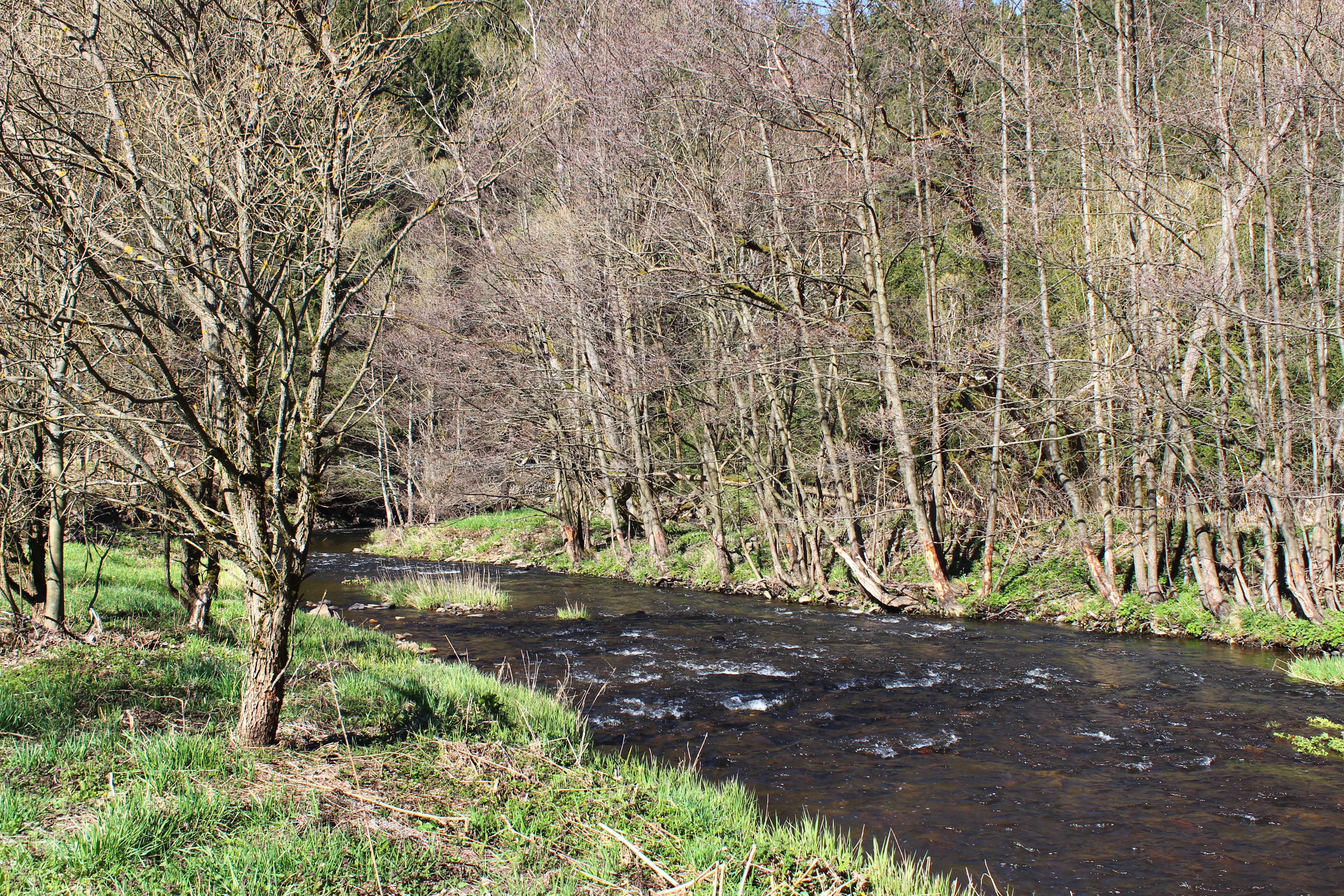
Řeka v přírodní památce Údolí Teplé
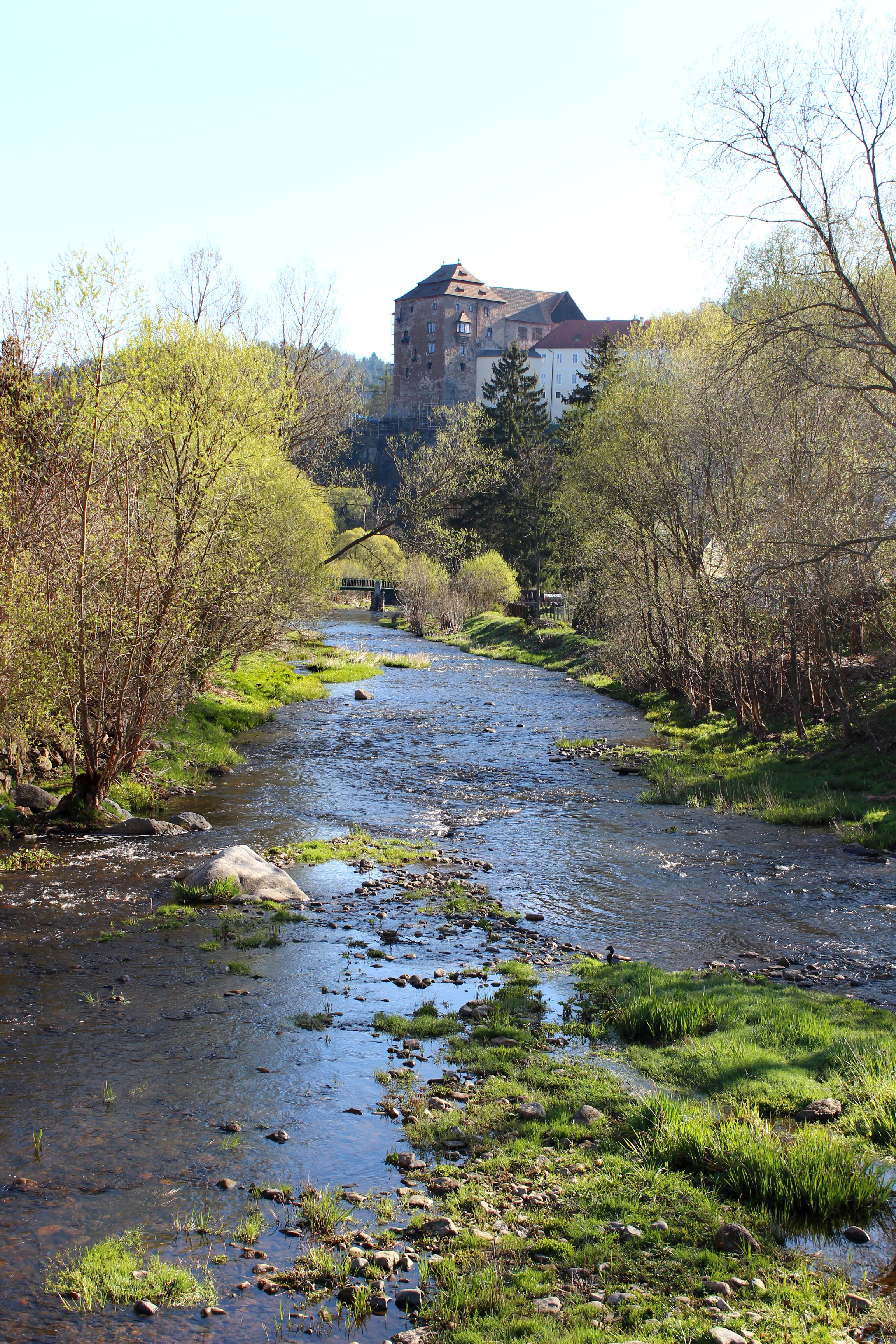
Teplá pod hradem Bečov nad Teplou
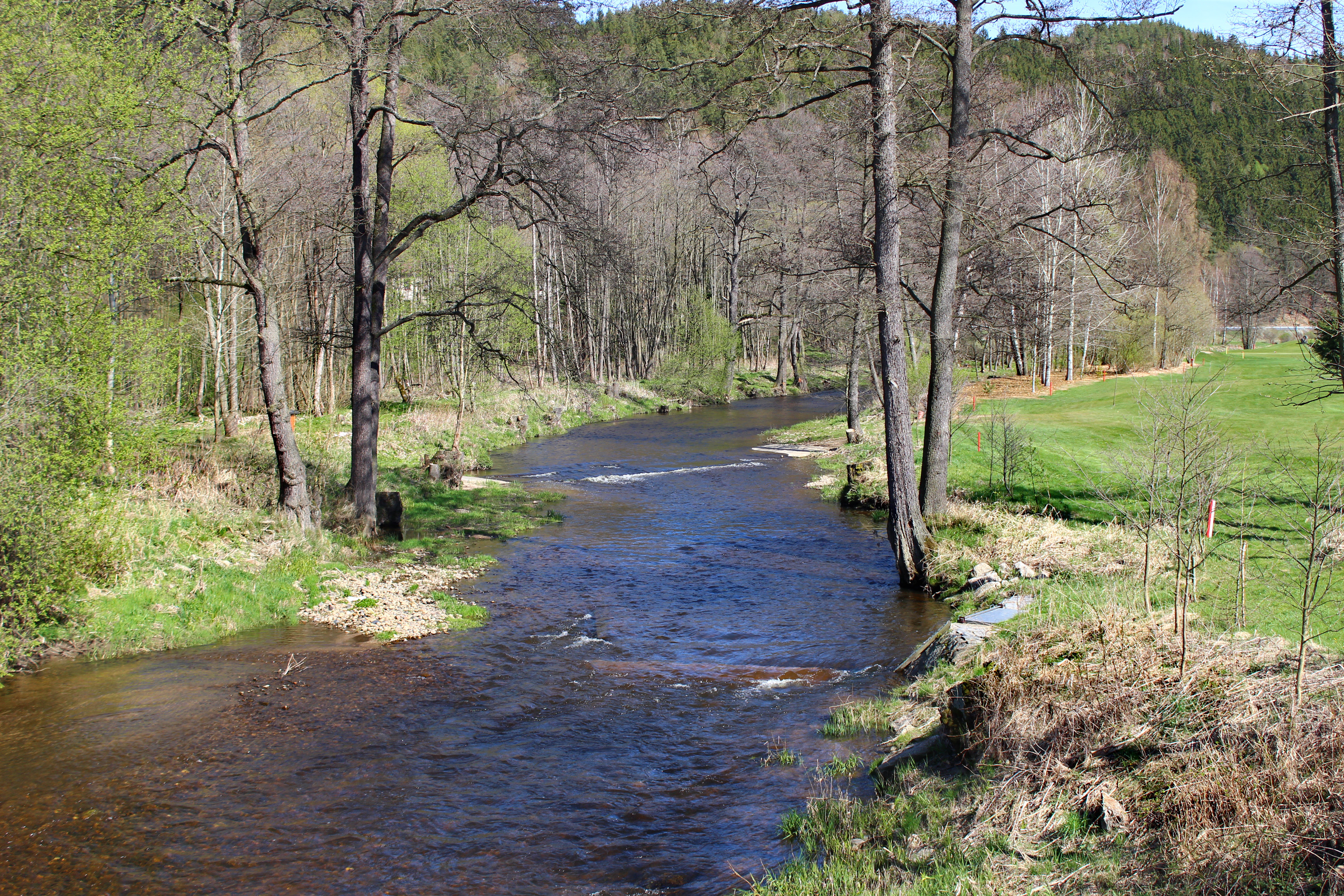
Teplá v Cihelnách
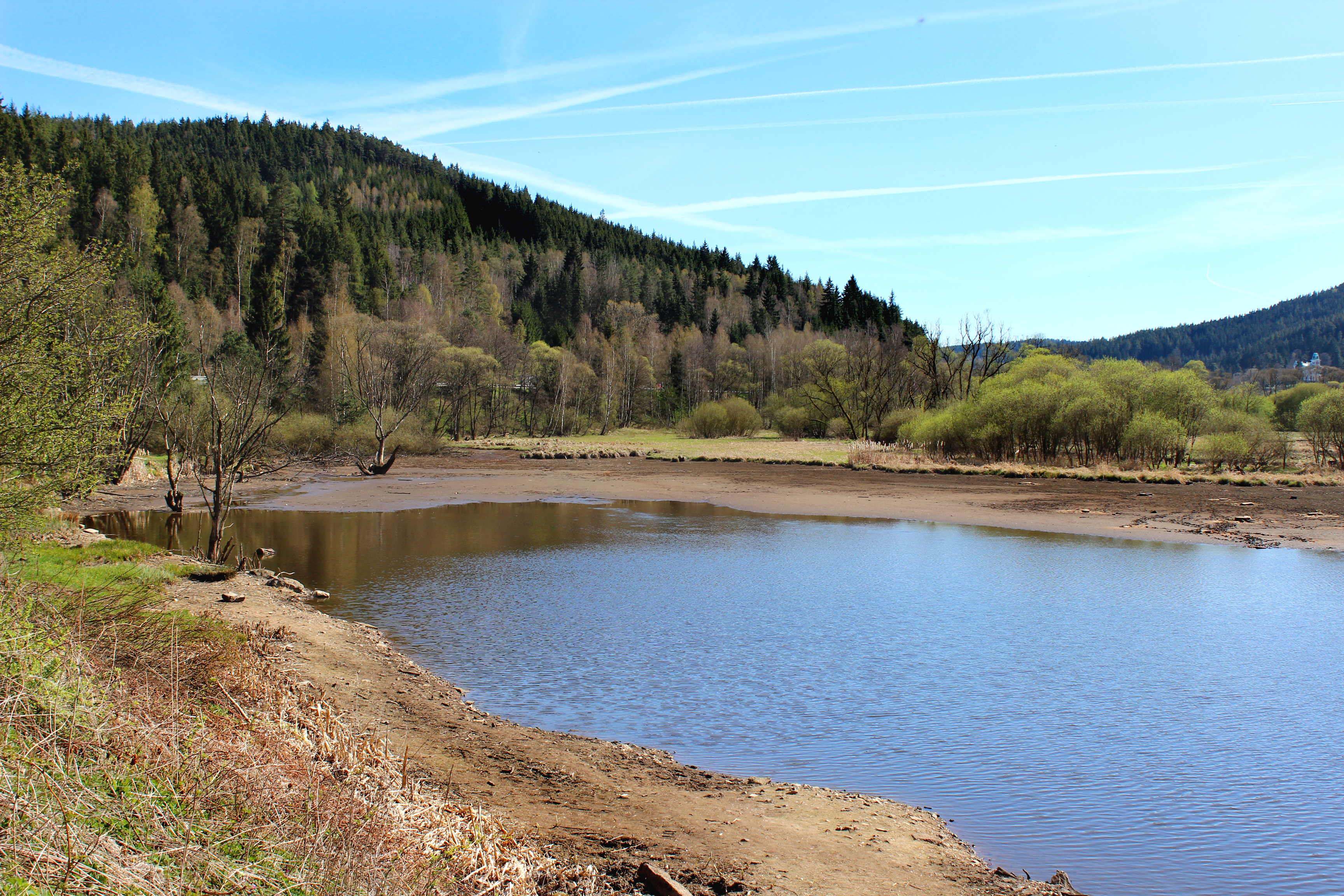
Přehrada Březová